# Kessel, Nederländerna

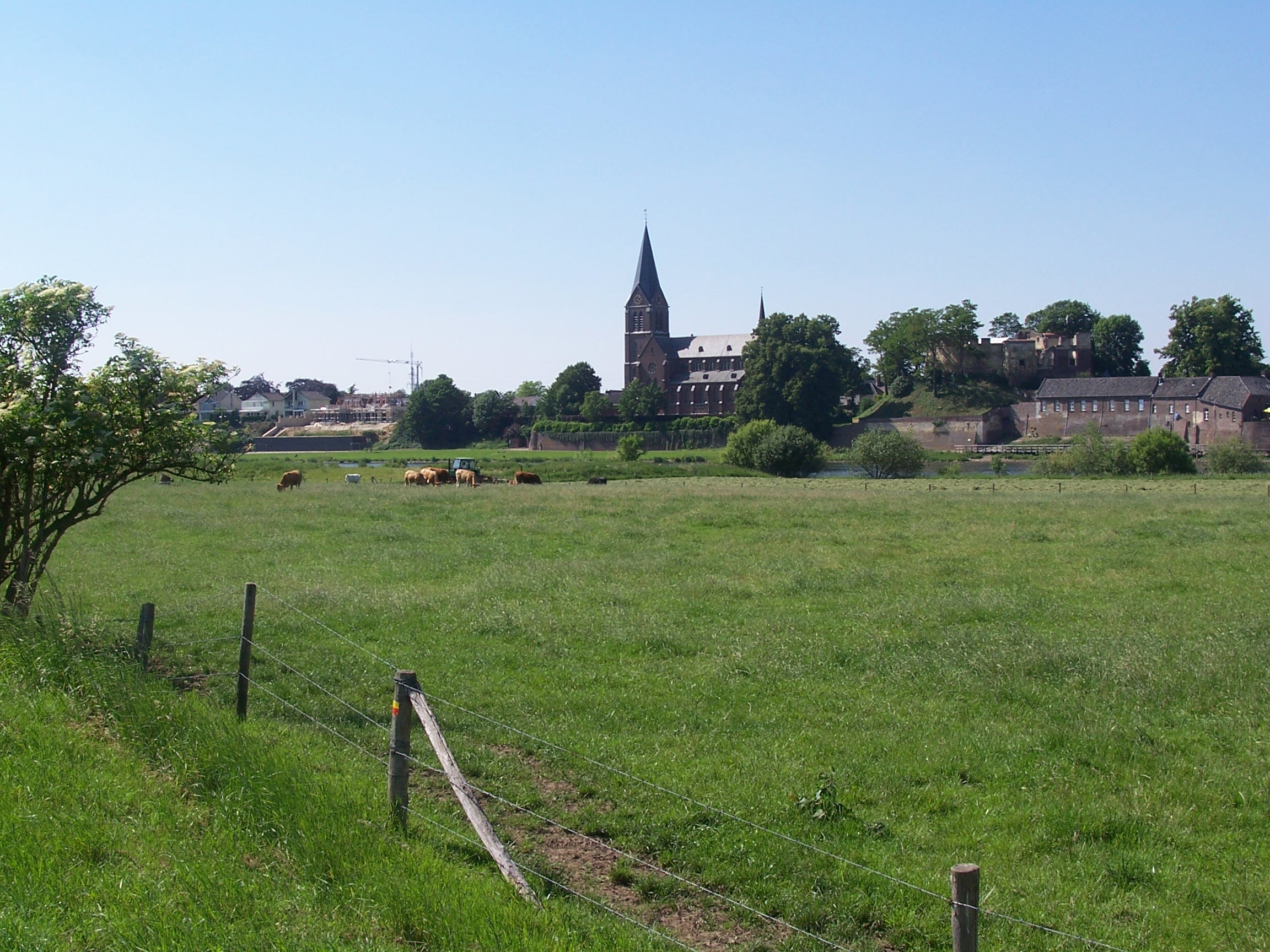
Utsikt mot Kessel.

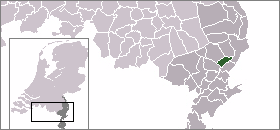
Kessels läge

Kessel är en stad i kommunen Peel en Maas samt en tidigare kommun i den sydöstra provinsen Limburg i Nederländerna. Kommunens totala area var 22,11 km² (där 1,0 km² är vatten) och invånarantalet är på 4 218 invånare (2005).